# Michel van Rey
Michel van Rey (1946)  is een Surinaams militair en politicus.
Hij is in Nederland opgeleid aan de Koninklijke Militaire School in Weert waarna hij terugkeerde naar Suriname. Eind januari 1980 escaleerde een conflict tussen de niet-erkende militaire vakbond Bomika en de legerleiding. Tijdens de bezetting van de Memre Boekoe-kazerne werd naast de militaire politie ook de gewone politie ingezet en toen de ongewapende militairen weigerden te vertrekken richtte de politie in geknielde houding karabijnen op hen terwijl hoofdcommissaris van politie Jimmy Walker al de opdracht had gegeven om op deze bezetters te schieten. Om letterlijk een bloedbad te voorkomen vertrokken ze alsnog. Dit voorval schokte eerste luitenant Van Rey zodanig dat hij zijn epauletten van zijn schouders rukte en voor de voeten van Lewin, de militaire adviseur van premier en tevens minister van Defensie Arron, wierp. Nog diezelfde dag werden Laurens Neede en Badrissein Sital gearresteerd en een dag later volgde de arrestatie van Ramon Abrahams. Deze drie sergeants die leiding gaven aan Bomika moesten op 20 februari voor de krijgsraad verschijnen waar ze beschuldigd worden van militair oproer. De auditeur-militair eiste 10 maanden gevangenisstraf en ontslag uit militaire dienst. Oorspronkelijk zou de uitspraak op 26 februari om 8:15 zijn maar deze zou niet volgen want in reactie op deze zaak begon in de nacht van 24 op 25 februari een staatsgreep onder leiding van Bouterse die tegenwoordig bekendstaat als de Sergeantencoup.
Na deze staatsgreep werd de Nationale Militaire Raad (NMR) ingesteld met 8 leden; zeven onderofficieren waaronder Bouterse één officier: Michel van Rey. De NMR nam de macht over en stuurde de regering-Arron naar huis. Van alle officieren van voor de staatsgreep was Van Rey de enige die niet uit de dienst ontslagen werd. Op 15 maart 1980 kwam een nieuwe regering onder leiding van Henk Chin A Sen aan de macht waarin Van Rey de minister van Leger en Politie werd en daarom zijn NMR-lidmaatschap moest opgeven. Kort na de mislukte tegencoup eind april onder leiding van Fred Ormskerk stapte Van Rey, na een conflict met Bouterse, op als minister waarop hij Suriname ontvluchtte. Enkele jaren later studeerde hij als socioloog af aan de Katholieke Universiteit Nijmegen. Rond 1986 was hij als militair adviseur van Ronnie Brunswijk en diens Junglecommando betrokken bij het verzet tegen Bouterse en de Binnenlandse Oorlog.